# Huggare

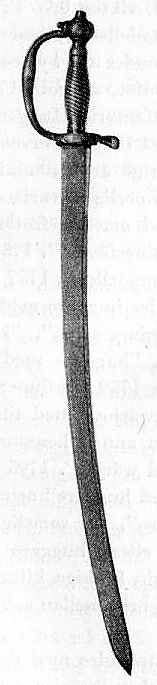
Huggare m/1748, Sverige. Klingans längd är 60,4 cm.

Huggare är ett blankvapen med kort klinga som närmast kan jämföras med en kort sabel. Huggaren infördes i de flesta av Europas arméer under första hälften av 1700-talet på grund av användandet av ny stridstaktik där värjorna ersattes av musköter och bajonetter. Infanteriet i Preussen utrustades med huggare redan 1715.

## Huggare i Sverige
Trots att infanteriet i den svenska hären hade blivit utrustad med musköter med bajonett under första delen av 1700-talet behölls värjan i oförändrat skick som reglementerat sidovapen fram till 1748 då man fastställde en modell för ett nytt sidogevär. Vapnet var dock egentligen inte avsett för strid. I en promemoria 1746 av tronföljaren Adolf Fredrik sägs bland annat att värjorna hindrade och försvårade nästan alla rörelser och att de kunde göras kortare och lättare och mer hanterbara för att hugga faskiner, kalhugga gärdesgårdar och häckar med mera som kunde hindra soldaterna under ett anfall. Med den motiveringen gjordes ett nytt vapen med krokig klinga, fästet var av mässing med gjuten räfflad kavel och hela längden var 75 centimeter samt vägde 0,76 kilogram. Den har senare kommit att kallas huggare m/1748. Vid föredragningar i samtiden kallas den fortfarande värja. Vid föredragningar inför införandet kritiserades den böjda klingan då det det ansågs "mindre wärkan at wänta än af dem, som äro giorde raka efter förre Modellen" (med vilket avsågs Kommissvärja m/1685). Bland militärbefälen var alltså tanken att vapnet främst skulle brukas som sidobeväpning och inte som någon slags faskinkniv. Benämningen har också varierat. 1748 kallas de "wärjor med messingfäste", 1753 "nya wärjor eller huggare", 1755 "nya sablar eller wärjor af nya modellen", 1757 kallas de omväxlande huggare, värjor och sablar.
Huggare m/1748 och m/1757 infördes vid infanteriet och ersatte då värjan som sidogevär för manskap och underofficerare. Införandet drog ut på tiden. 1748 beställdes 1.800 "wärjor med mässingsfästen" vid Vira bruk. Exakt hur många som levererades under de följande åren är säkert, men exempelvis gjordes under 1750 inga beställningar, då man i stället prioriterade leveranser av saknade musköter och bajonetter. Då de flesta regementen ännu på 1770-talet saknade den nya huggaren, bestämde krigskollegium att prioritera att korpraler, grenadjärer och musikanter erhöll huggare. Musikanterna hade fram till 1774 burit hirschfängare. Senare infördes artillerihuggare m/1748-1795 även vid artilleriet. Redan 1807 infördes dock värja åter som sidobeväpning för underofficerare vid infanteriet och artilleriet, och huggaren överfördes i stället till sekundära enheter i takt med enheterna tillfördes de nya värjorna. Under 1800-talet försvann den nästan helt vid armén och fanns bara kvar hos sjukvårdstrupper och andra "icke stridande" till början av 1900-talet.
Även inom flottan användes huggare av flera modeller, en känd modell är änterhuggare m/1851. Huggarna fanns kvar inom flottan in på 1900-talet.